# Região Geográfica Intermediária de Pouso Alegre
A Região Geográfica Intermediária de Pouso Alegre é uma das treze regiões intermediárias do estado brasileiro de Minas Gerais e uma das 134 regiões intermediárias do Brasil, criadas pelo Instituto Brasileiro de Geografia e Estatística (IBGE) em 2017. É composta por 80 municípios, distribuídos em cinco regiões geográficas imediatas.

## População
Sua população total estimada pelo Instituto Brasileiro de Geografia e Estatística (IBGE) para 1º de julho de 2018 é de 1 233 001 de habitantes, distribuídos em uma área total de 20 724,102 km².
Poços de Caldas é o município mais populoso da região intermediária, com 166 111 habitantes, de acordo com estimativas de 2018 do Instituto Brasileiro de Geografia e Estatística (IBGE).

## Economia
Em 2017 a região gerou R$ 41,45 bilhões em valores nominais, o que corresponde a 7,2% da produção econômica do estado de Minas Gerais.

## Regiões geográficas imediatas
| Região geográfica imediata                     | Municípios | População Estimativa 2018 | Área (km²) |
| ---------------------------------------------- | --- | ------------------------- | ---------- |
| Região Geográfica Imediata de Pouso Alegre     | Albertina Bom Repouso Borda da Mata Bueno Brandão Cachoeira de Minas Camanducaia Cambuí Careaçu Conceição dos Ouros Congonhal Consolação Córrego do Bom Jesus Espírito Santo do Dourado Estiva Extrema Heliodora Inconfidentes Ipuiuna Itapeva Jacutinga Monte Sião Munhoz Natércia Ouro Fino Pouso Alegre Santa Rita do Sapucaí São João da Mata São Sebastião da Bela Vista Senador Amaral Senador José Bento Silvianópolis Tocos do Moji Toledo Turvolândia | 513 187                   | 8 099,807  |
| Região Geográfica Imediata de Poços de Caldas  | Andradas Bandeira do Sul Botelhos Caldas Campestre Ibitiúra de Minas Poços de Caldas Santa Rita de Caldas | 275 496                   | 3 258,005  |
| Região Geográfica Imediata de São Lourenço     | Alagoa Carmo de Minas Conceição do Rio Verde Cristina Dom Viçoso Itamonte Itanhandu Jesuânia Lambari Olímpio Noronha Passa Quatro Pouso Alto São Lourenço São Sebastião do Rio Verde Soledade de Minas Virgínia | 188 053                   | 3 487,826  |
| Região Geográfica Imediata de Itajubá          | Brazópolis Conceição das Pedras Delfim Moreira Gonçalves Itajubá Maria da Fé Marmelópolis Paraisópolis Pedralva Piranguçu Piranguinho São José do Alegre Sapucaí-Mirim Wenceslau Braz | 181 869                   | 3 025,358  |
| Região Geográfica Imediata de Caxambu-Baependi | Aiuruoca Baependi Carvalhos Caxambu Cruzília Minduri Seritinga Serranos | 74 396                    | 2 853,106  |
| Total                                          | 80 | 1 233 001                 | 20 724,102 |